# جانی ورساچه
جانی ورساچه (به ایتالیایی: Gianni Versace) طراح لباس اهل ایتالیا و متولد ۲ دسامبر ۱۹۴۶ است. وی بنیان‌گذار شرکت پوشاک و خانه مد ایتالیایی ورساچه یا ورساچی (به ایتالیایی: Versace) است که در سال ۱۹۷۸ این شرکت را بنا نهاد.

## زندگی‌نامه
جیانی ورساچه در ۲ دسامبر ۱۹۴۶ میلادی در رجیو کالابریا زاده شد. جیانی همه چیز در مورد خیاطی و دوختن لباس را خیلی زود از مادر خود آموخت و توانست به وسیله علاقه و ذوق ذاتی خود اولین لباس‌ها را طراحی کند و در مزون مادرش به فروش برساند. وی در سن ۲۵ سالگی به قصد طراحی لباس وارد میلان گردید و اولین موفقیت خود را زمانی نشان داد که طرح‌هایی برای کلکسیون فیوری فیورنتینا، که یک کمپانی ایتالیایی در سال ۱۹۷۲ بود، فرستاد. او نخستین مجموعه لباس‌های چرمش را در سال ۱۹۷۵ میلادی به نمایش گذاشت.
در سال ۱۹۸۵ ورساچه مارک «Instante» را در امپراتوری مد دنیا قرار داد. این مارک مشابه سبک او در خیاطی و طراحی زنانه، سطح بالا بود، اما با هدف طراحی برای جوانترها و افرادی که توانایی مالی کمتری دارند، ایجاد شده‌بود.
او تا قبل از سن ۲۵ سالگی که برای کار در زمینه طراحی مد به میلان برود در زمینه معماری تحصیل می‌کرد. در سال ۱۹۷۸ ورساچه اولین بوتیک خود را در میلان به وسیله دلا اسپیگا افتتاح کرد و نخستین مجموعه لباس زنانه را تحت نام خودش ارائه کرد. خیلی زود طرفداران سبک ورساچه زیاد شدند، و بوتیک‌های دیگر به این نام در سطح دنیا شروع به کار کردند. او در سال ۱۹۸۲ موفق به دریافت جایزه چشم طلایی به خاطر بهترین طراحی لباس زنانه در پاییز و زمستان شد.
جیانی در وصیت‌نامه‌ای که قبل از به قتل رسیدنش به جا گذاشته بود، نیمی از مالکیت کمپانی‌اش را به خواهرزاده‌اش واگذار کرد.